# 26660 Samahalpern
26660 Samahalpern è un asteroide della fascia principale. Scoperto nel 2000, presenta un'orbita caratterizzata da un semiasse maggiore pari a 2,3233247 UA e da un'eccentricità di 0,0881781, inclinata di 9,07306° rispetto all'eclittica.